# Рамона (Калифорнија)
Рамона (енгл. Ramona) насељено је место без административног статуса у америчкој савезној држави Калифорнија.

## Демографија
По попису из 2010. године број становника је 20.292, што је 4.601 (29,3%) становника више него 2000. године.
| Група             | 2000.          | 2010.          |
| Белци             | 11.013 (70,2%) | 12.985 (64,0%) |
| Афроамериканци    | 122 (0,8%)     | 139 (0,7%)     |
| Азијати           | 122 (0,8%)     | 279 (1,4%)     |
| Хиспаноамериканци | 3.921 (25,0%)  | 6.334 (31,2%)  |
| Укупно            | 15.691         | 20.292         |